# Chevillon, Haute-Marne
Chevillon är en kommun i departementet Haute-Marne i regionen Grand Est (tidigare regionen Champagne-Ardenne) i nordöstra Frankrike. Kommunen ligger i kantonen Chevillon som tillhör arrondissementet Saint-Dizier. År 2022 hade Chevillon 1 277 invånare.

## Befolkningsutveckling
Antalet invånare i kommunen Chevillon
| Referens: INSEE |